# Raduszka
Raduszka – potok w województwie zachodniopomorskim w powiecie koszalińskim. Ma długość ok. 5 km, płynie w gminie Świeszyno i w granicach miasta Koszalina, wypływa na podmokłych gruntach położonych na zachód od wsi Niekłonice. Raduszka podlega zjawisku bifurkacji, oznacza to, że od pewnego miejsca swojego biegu płynie do zlewni dwóch rzek. 
Miejscem rozdzielenia wód Raduszki jest dawna wieś Raduszka, która od 1988 roku stanowi część Koszalina. Pierwotnym korytem Raduszka płynie na południe do rzeki Czarnej, która jest dopływem Radwi, a ta jest dopływem Parsęty. W drugą stronę, na północ płynie jako dopływ Dzierżęcinki, do której uchodzi na granicy Koszalina i Kretomina. Dział wodny znajduje się w połowie starej wsi Raduszka - przepustem pod ulicą Wrzosów część wód płynie do Radwi. Z zapisów historycznych wynika, że Raduszka przed zmianą biegu w XIII wieku była dużą, spławną rzeką. Śladem w terenie jest obecnie tylko rów poprzeczny do ulicy Gnieźnieńskiej w Koszalinie i torów Koszalińskiej Kolei Wąskotorowej. 
Do 1945 r. poprzednią niemiecką nazwą potoku było Radeske Bach. W 1949 r. wprowadzono urzędowo rozporządzeniem polską nazwę Raduszka.